# Махерн
Махерн (њем. Machern) општина је у њемачкој савезној држави Саксонија. Једно је од 41 општинског средишта округа Лајпциг. Према процјени из 2010. у општини је живјело 6.757 становника. Посједује регионалну шифру (AGS) 14729250.

## Географски и демографски подаци
Махерн се налази у савезној држави Саксонија у округу Лајпциг. Општина се налази на надморској висини од 135 метара. Површина општине износи 38,9 km². У самом мјесту је, према процјени из 2010. године, живјело 6.757 становника. Просјечна густина становништва износи 174 становника/km².